# Pardwa białosterna
Pardwa białosterna (Lagopus leucura) – gatunek małego ptaka z rodziny kurowatych (Phasianidae). Najmniejszy przedstawiciel plemienia Tetraonini. Gatunek borealny. Żyje w wysokich szerokościach geograficznych lub powyżej górnej granicy lasu w Ameryce Północnej – na Alasce, w górzystych rejonach Kanady oraz w zachodniej części Stanów Zjednoczonych. Został także introdukowany w pasmach górskich: Sierra Nevada w Kalifornii, Wallowa Mountains w Oregonie oraz Uinta Mountains w stanie Utah.
Gatunek ten ma maskujące upierzenie, które zmienia w ciągu roku. Typowe dla szaty letniej szare, brązowe i białe plamy zimą przechodzą w całkowicie białe upierzenie. O każdej porze roku skrzydła, brzuch i ogon są białe. Pardwa białosterna żywi się pąkami, liśćmi, kwiatami i nasionami. W gnieździe, które jest płytkim zagłębieniem w ziemi, składa do ośmiu jaj. Po wykluciu pisklęta szybko opuszczają gniazdo. Początkowo młode jedzą owady, później przechodzą na dietę dorosłych ptaków. Ich matki używają wokalizacji, pomagając im w znajdowaniu odpowiedniego pożywienia roślinnego.
Globalna populacja L. leucura jest stabilna, gatunek nie jest zagrożony wyginięciem.

## Systematyka
Pardwie białosternej naukową nazwę Tetrao (Lagopus) leucurus nadał w 1831 polarnik John Richardson. Później ustalono, że rodzaj Lagopus ma cechy wystarczające do uznania go za oddzielny rodzaj i ptak otrzymał nazwę Lagopus leucurus. Badania molekularne wskazują na to, że rodzaj Lagopus jest monofiletyczny, a pardwa białosterna i pardwa górska (Lagopus muta) to gatunki siostrzane.

### Etymologia nazwy naukowej
Nazwa rodzaju Lagopus pochodzi od greckiego lagos (λαγως) – „zając” – i pous (πους) – „stopa”. Epitet gatunkowy leucura był przez długi czas zapisywany błędnie: leucurus, w przekonaniu, że końcówka -us oznacza rodzaj męski. Jednak tak jak grecki termin λαγωπους jest rodzaju żeńskiego, a rodzaj gramatyczny epitetu gatunkowego musi się z tym zgadzać, żeńska końcówka -a jest prawidłowa. Nazwa gatunkowa pochodzi od zlatynizowanej wersji greckiego leukos, czyli „biały” i oura – „ogon”. Odnosi się do białego ogona tego ptaka.

### Podgatunki
Wyróżniono pięć podgatunków L. leucura:
- L. leucura peninsularis – południowo-środkowa Alaska, Jukon;
- L. leucura leucura – zachodnia Kanada;
- L. leucura rainierensis – środkowy i południowy Waszyngton;
- L. leucura saxatilis – wyspa Vancouver;
- L. leucura altipetens – Góry Skaliste od Montany do Nowego Meksyku.

## Morfologia

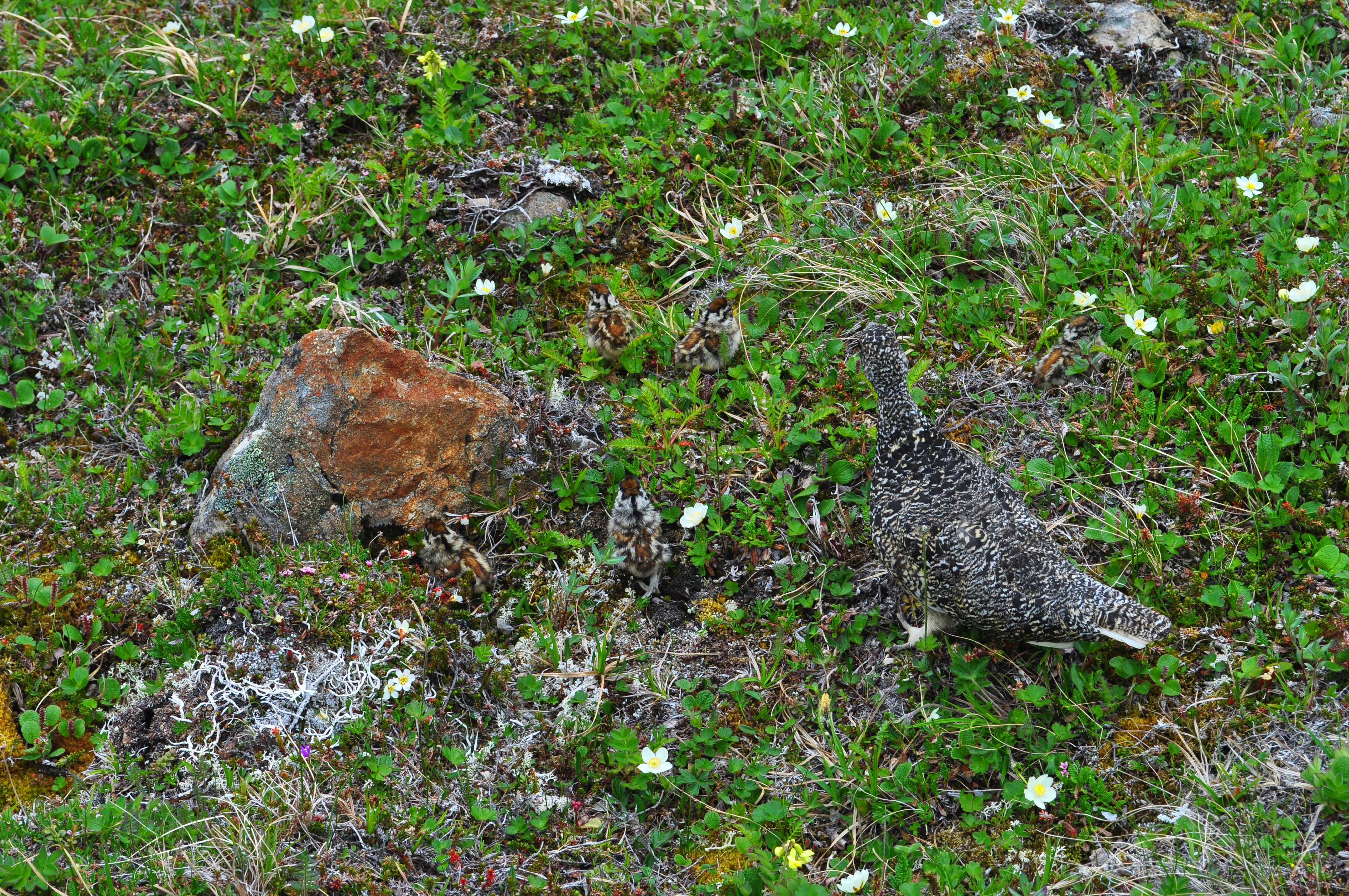
Pardwa białosterna z pięcioma pisklętami. Dobrze widoczne letnie upierzenie kryptyczne

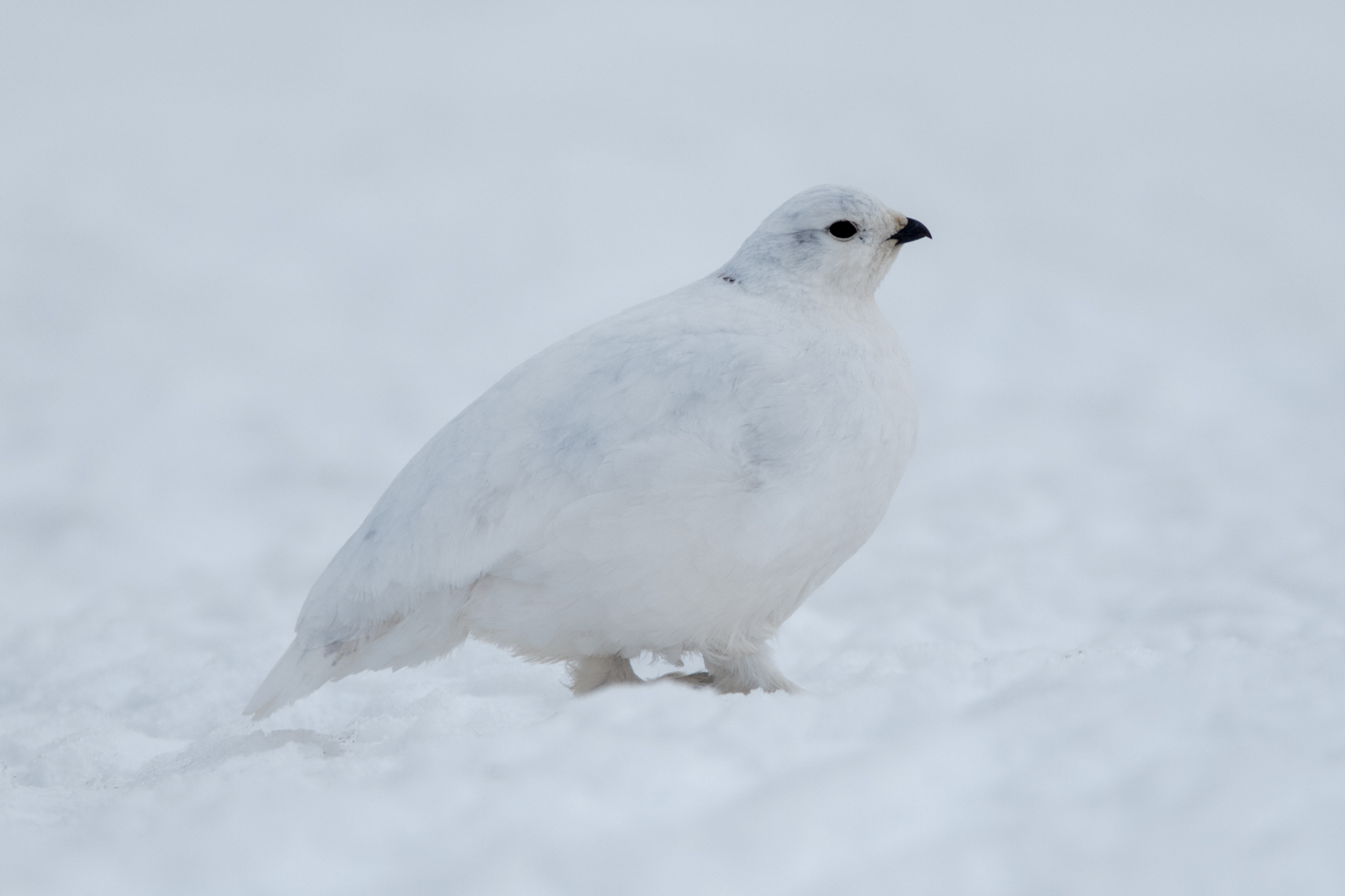
Osobnik w szacie zimowej

Pardwa białosterna jest najmniejszym przedstawicielem rodzaju Lagopus i najmniejszym ptakiem z plemienia Tetraonini. Jest to krępy ptak z zaokrąglonymi skrzydłami, tępo zakończonym ogonem, małym czarnym dziobem i krótkimi nogami z piórami na palcach stóp. Dorosłe ptaki mają 30–31 cm długości, przy czym samce są tylko nieznacznie większe od samic. Przeciętna waga wynosi 330–480 g. Latem upierzenie pardwy białosternej jest nakrapiane, z szarymi, brązowymi i białymi piórami na spodniej stronie ciała, ogonie i skrzydłach. Jesienią upierzenie zmienia odcień na czerwonawobrązowy, zaś spod skrzydeł zaczynają wyrastać białe pióra. Zimą wszystkie brązowe pióra okrywy letniej wypadają i ptak staje się całkowicie biały. Wiosenne pierzenie poprzedza sezon lęgowy i ptaki powracają do swojego letniego upierzenia. Delikatnie nakrapiane szarawe ubarwienie na grzbiecie sprawia, że łatwo odróżnić ten gatunek od intensywnie brązowej pardwy mszarnej czy pardwy górskiej. Obydwie płci zachowują białe pióra ogona i skrzydeł przez cały rok, a samce mogą być identyfikowane dzięki całorocznym czerwonawym obwódkom oczu (mięsiste narośle nad okiem). Zasadniczo ptak ten milczy, jednak czasami wydaje ciche i niskie gwizdy i miękkie dźwięki gdakania.

## Występowanie

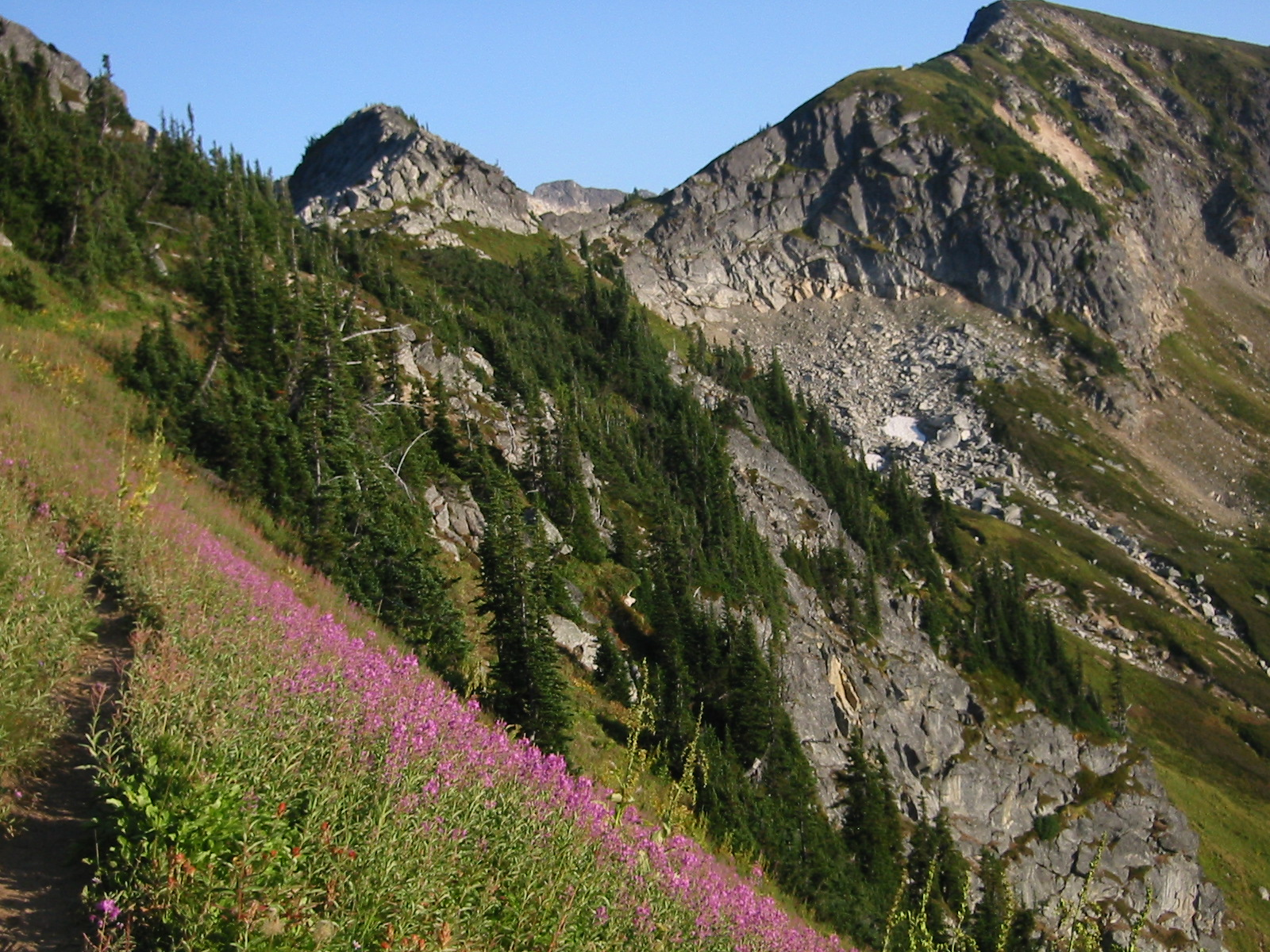
Siedlisko pardwy białosternej – hale i piętro alpejskie.

### Środowisko
L. leucura jest jedynym ptakiem w Ameryce Północnej, który stale rezyduje w strefie klimatu górskiego. Jego siedlisko obejmuje obszary głazów, górskich zarośli typu krummholz, pola śnieżne, osuwiska skalne, pagóry mrozowe i wyżynne zbiorowiska zielne. Nawet zimą pozostaje w dolinach wysokogórskich i na zboczach górskich, gdzie olcha, wierzba, brzoza i świerk przebijają się przez pokrywę śniegu.

### Zasięg występowania
Pardwa białosterna jest gatunkiem alpejskim, zasiedlającym wysokie góry w okolicach lub ponad granicą lasu. Zajmuje otwarte przestrzenie i lata znacznie częściej niż leśne głuszcowate, ale nadal bardziej preferuje bieganie od latania. Zasiedla tereny od Alaski i zachodniej Kanady po północną część Nowego Meksyku. Samce powracają w kwietniu ze swoich zimowisk i ustalają terytoria lęgowe na granicy występowania świerka i wierzby. Samice przylatują na początku maja i wtedy ptaki dobierają się w pary.
Pardwa białosterna została wprowadzona na obszarze masywu Sierra Nevada w Kalifornii, masywu Wallowa Mountains w stanie Oregon i masywu Uinta Mountains w Utah w 1970 roku. Prawdopodobnie L. leucura mogła zasiedlać te tereny podczas wczesnego plejstocenu, ale albo wyginęła lokalnie z powodu zmian klimatycznych, gdy grubsza i dłużej zalegająca tam pokrywa śnieżna mogła wpłynąć na skrócenie jej sezonu lęgowego, albo też naturalne bariery, w postaci dolin rzek Kolumbia i Wielkiej Kotliny spowodowały, że gatunek ten nie był w stanie skolonizować gór Sierra Nevada.

## Pożywienie

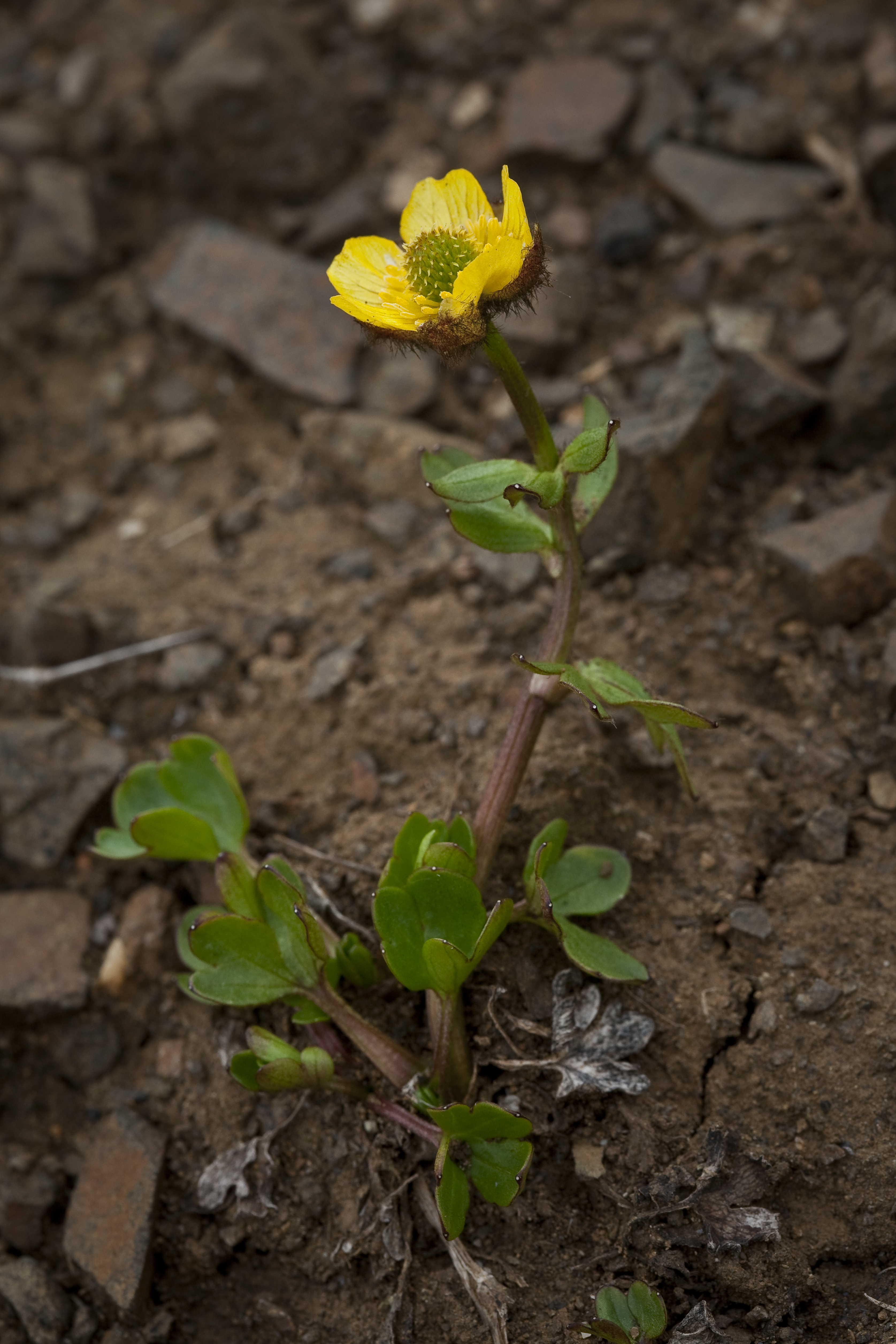
Bogate w azot liście jaskra Ranunculus nivalis są często zjadane przez pardwę wiosną

Pardwa białosterna jest roślinożercą, a jej dieta zmienia się sezonowo. Bogate w azot liście jaskra z gatunku Ranunculus nivalis są preferowane w sezonie wiosennym, podczas gdy kotki wierzby, kwiaty dębika ośmiopłatkowego (Dryas octopetala) i rogownicy (Cerastium) oraz inne kwiaty, liście, porosty i jagody stanowią większość pokarmu pardwy w lecie. Po jesiennym i zimowym przylocie na zimowiska pardwa białosterna żywi się igliwiem i nasionami sosny, pąkami i gałązkami wierzby i olchy. Zimowe źródła pożywienia mają znacznie większą zawartość celulozy niż letnie, tak więc ptak przestawia się na wspomagane bakteriami trawienie w jelicie ślepym, by dostarczyć organizmowi niezbędnych składników odżywczych. Latem zjada kamienie, które już jako gastrolity wspomagają trawienie materiału roślinnego.

## Rozród
Samce pardwy białosternej są zazwyczaj monogamiczne i wybierają partnerkę na cały sezon lęgowy. By zachęcić samicę, napuszają się i prezentują pióra swojego ogona. Samica buduje gniazdo na bezśnieżnym podłożu, drążąc je w ziemi, podczas gdy samiec pilnuje okolicznych terenów, przejmując rolę strażnika. Gniazdo w formie płytkiego zagłębienia na ogół chronione jest przed wiatrem i wyścielone trawą oraz piórami. Gniazdo zbudowane jest zwykle tak, że z jednej strony zapewnia szybką drogę ucieczki.
W lęgu samica znosi od dwóch do ośmiu jaj, które przez większą część inkubacji mają kolor cynamonowy, a pod koniec tego okresu pojawiają się na nich brązowe plamy. Samce pozostają blisko gniazda aż do wyklucia się piskląt, po około 23 dniach od złożenia jaj. Będąc zagniazdownikami, pisklęta opuszczają gniazdo po 6–12 godzinach po wylęgu. Początkowo pokryte są puchem, ale w ciągu 7–10 dni stają się w pełni opierzone.
Pisklęta pardwy zaczynają się odżywiać, jedząc owady. Kiedy już ich przewód pokarmowy i jelito ślepe są bardziej rozwinięte, zaczynają spożywać również kwiaty i liście. Kury wybierają żerowiska, w których obficie występują gatunki roślin bogatych w białka. Matki nawołują młode w te miejsca, gdzie występują rośliny niezbędne dla ich wzrostu i rozwoju. To sugeruje, że nawoływania kur pomagają zwiększyć przeżywalność piskląt do pierwszego roku życia, która wynosi 71%. Młode ptaki pozostają z matką w okresie letnim i jesiennym.

## Adaptacje

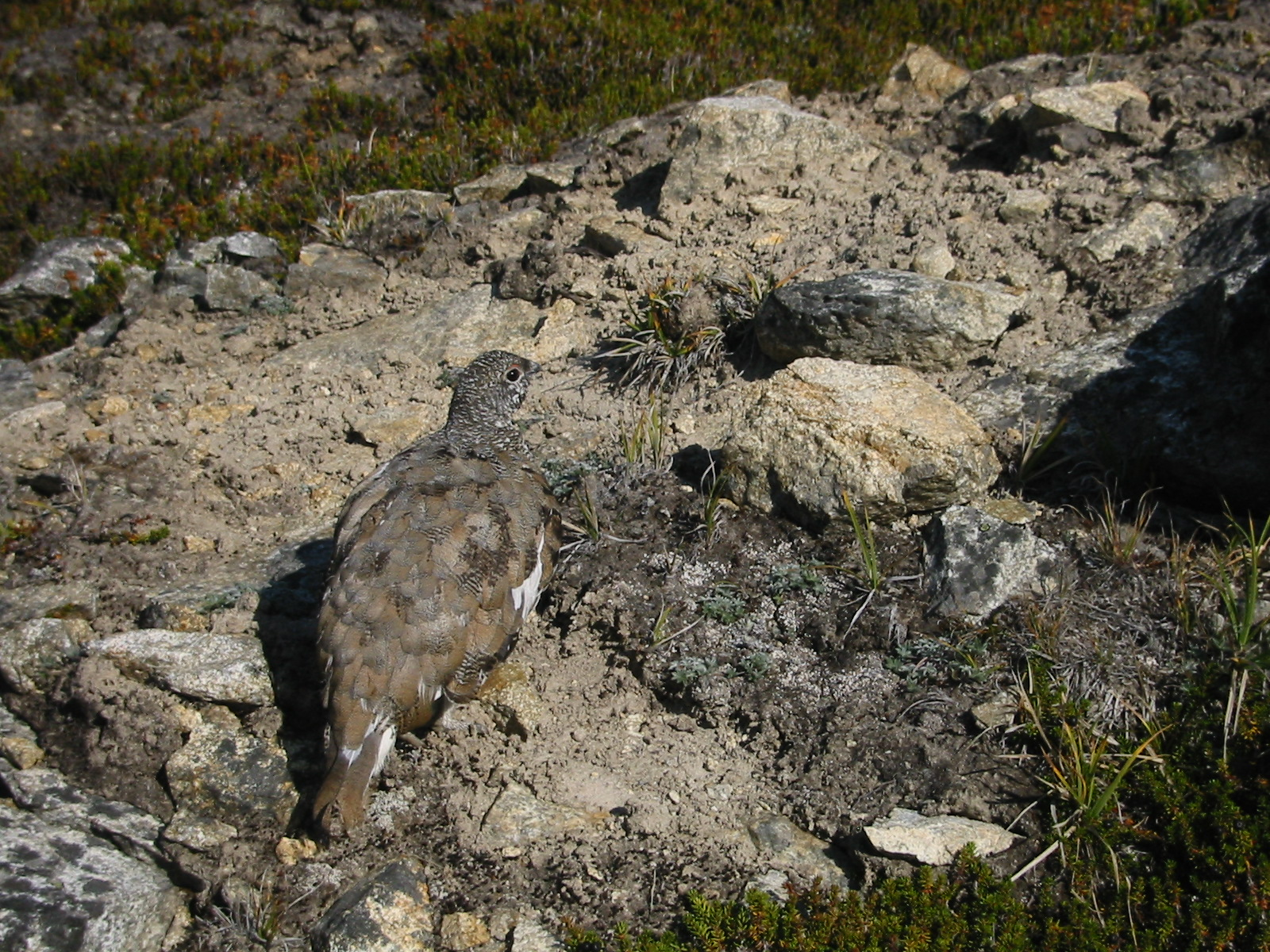
Osobnik w letniej szacie, której deseń znakomicie maskuje ptaka w subalpejskiej tundrze

Pardwa białosterna jest dobrze zamaskowana na ziemi. Amerykański artysta Abbott Thayer w swej książce na temat maskowania u zwierząt (Concealing-Coloration in the Animal Kingdom, 1909; ang.: Maskujące ubarwienie w świecie zwierząt),  napisał:

Nie ma chyba innego ptaka, który pierzy się tak stopniowo, jak pardwa, (...) co wzmacnia przypuszczenie, że wykształciła ona niezwykle płynną i doskonałą strategię sezonowego maskowania. (...) Niezwykle piękny i skuteczny jest wzór tego gatunku, upodabniający go do trawy, w letnim upierzeniu (...) Ten wzór (...) uzyskuje przez jasnobrązowe, marginalne pasma, z kilkoma małymi, wewnętrznymi plamami na ciemnych piórach górnych części ciała; przewaga koloru jasnego i ciemnego jest stopniowo odwracana w kierunku dolnej części piersi. Brzuch jest całkowicie biały, podobnie jak lotki skrzydeł i ogona.
—Thayer.

Pardwa białosterna ma pióra na nogach, które chronią ptaka przed skrajnym mrozem, często występującym w alpejskim środowisku tundry. Ponadto ptaki te mają pióra w okolicy nozdrzy, pełniące funkcję osłonową, które utrudniają dopływ zimnego, nieogrzanego powietrza do układu oddechowego. Najbardziej oczywistą adaptacją jest maskujące upierzenie tego ptaka, pozwalające mu zlać się z otoczeniem i uniknąć takich drapieżników, jak orzeł przedni. By oszczędzać energię w miesiącach zimowych, pardwa unika lotu, jak to tylko możliwe, szukając schronienia w zaspach śnieżnych.

## Status, zagrożenia i ochrona
L. leucura jest sklasyfikowana jako gatunek najmniejszej troski przez IUCN. Globalna populacja tego ptaka może mieć trend nieznaczenie spadkowy, jednak zasięg jego występowania jest zbyt szeroki, a liczba osobników zbyt duża, by mógł on być uznany za zagrożony. Ptak ten jest gatunkiem wskaźnikowym dla tundry alpejskiej i wskazuje ogólną kondycję ekosystemu. Nie jest przedmiotem ochrony i jest pospolity w strefach alpejskich całej Ameryki Północnej, co oznacza, że region ten nie przechodzi drastycznych zmian klimatu, temperatury czy opadów. Ze względu na brak nadmiernego wypasu bydła, brak ingerencji człowieka w strefach górskich, trudności w dostępie do jego odległych siedlisk, niskie gęstości zaludnienia w miejscach, w których występuje, oraz ze względu na przepisy dotyczące limitów polowań pardwa białosterna ma warunki do rozwoju.